# Jarret Stoll
Jarret Lee Stoll, född 24 juni 1982 i Melville, Saskatchewan, är en kanadensisk professionell ishockeyspelare som spelar för New York Rangers i NHL. Stoll har tidigare spelat i Edmonton Oilers, klubben som draftade honom som 36:e spelare totalt 2002. Då hade han redan 2000 draftats av Calgary Flames som 46:e spelare totalt, men något kontrakt skrevs aldrig på vilket gjorde att Oilers två år senare kunde lista honom.
Stoll var säsongen 2005–06 med om att ta Edmonton Oilers till Stanley Cup-final, där de till slut förlorade mot Carolina Hurricanes. Stoll var under hela säsongen en av Oilers främsta poängplockare.
Han har i Nordamerika utöver hockeyn uppmärksammats för sitt förhållande med fotomodellen Rachel Hunter.
Stoll greps för narkotikainnehav 17 april 2015 i Las Vegas och släpptes sedan mot borgen för $5.000 och påstås haft både kokain och ecstasy i sin ägo.

## Statistik

### Klubbkarriär
| 1997–98    | Saskatoon Blazers    | SMAAAHL    | 44  | 45  | 44  | 89  | 78  | —  | —  | —  | —  | —  |
| 1997–98    | Edmonton Ice         | WHL        | 8   | 2   | 3   | 5   | 4   | —  | —  | —  | —  | —  |
| 1998–99    | Kootenay Ice         | WHL        | 57  | 13  | 21  | 34  | 38  | 4  | 0  | 0  | 0  | 2  |
| 1999–00    | Kootenay Ice         | WHL        | 71  | 37  | 38  | 75  | 64  | 20 | 7  | 9  | 16 | 24 |
| 2000–01    | Kootenay Ice         | WHL        | 62  | 40  | 66  | 106 | 105 | 11 | 5  | 9  | 14 | 22 |
| 2001–02    | Kootenay Ice         | WHL        | 47  | 32  | 34  | 66  | 64  | 22 | 6  | 14 | 20 | 35 |
| 2002–03    | Hamilton Bulldogs    | AHL        | 76  | 21  | 33  | 54  | 86  | 23 | 5  | 8  | 13 | 25 |
| 2002–03    | Edmonton Oilers      | NHL        | 4   | 0   | 1   | 1   | 0   | —  | —  | —  | —  | —  |
| 2003–04    | Edmonton Oilers      | NHL        | 68  | 10  | 11  | 21  | 42  | —  | —  | —  | —  | —  |
| 2004–05    | Edmonton Roadrunners | AHL        | 66  | 21  | 17  | 38  | 92  | —  | —  | —  | —  | —  |
| 2005–06    | Edmonton Oilers      | NHL        | 82  | 22  | 46  | 68  | 74  | 24 | 4  | 6  | 10 | 24 |
| 2006–07    | Edmonton Oilers      | NHL        | 51  | 13  | 26  | 39  | 48  | —  | —  | —  | —  | —  |
| 2007–08    | Edmonton Oilers      | NHL        | 81  | 14  | 22  | 36  | 74  | —  | —  | —  | —  | —  |
| 2008–09    | Los Angeles Kings    | NHL        | 78  | 18  | 23  | 41  | 68  | —  | —  | —  | —  | —  |
| 2009–10    | Los Angeles Kings    | NHL        | 73  | 16  | 31  | 47  | 40  | 6  | 1  | 0  | 1  | 4  |
| 2010–11    | Los Angeles Kings    | NHL        | 82  | 20  | 23  | 43  | 42  | 5  | 0  | 3  | 3  | 0  |
| 2011–12    | Los Angeles Kings    | NHL        | 78  | 6   | 15  | 21  | 60  | 20 | 2  | 3  | 5  | 18 |
| 2012–13    | Los Angeles Kings    | NHL        | 48  | 7   | 11  | 18  | 28  | 12 | 0  | 1  | 1  | 4  |
| 2013–14    | Los Angeles Kings    | NHL        | 78  | 8   | 19  | 27  | 48  | 26 | 3  | 3  | 6  | 18 |
| NHL totalt | NHL totalt           | NHL totalt | 719 | 134 | 228 | 362 | 524 | 93 | 10 | 16 | 26 | 68 |